# Huernia tanganyikensis
Huernia tanganyikensis là một loài thực vật có hoa trong họ La bố ma. Loài này được (E.A. Bruce & P.R.O. Bally) Leach mô tả khoa học đầu tiên năm 1969.